# Il-Gżejjer ta´ San Pawl (Selmunett)
Il-Gżejjer ta´ San Pawl (Selmunett) este o arie protejată (arie specială de conservare — SAC, sit de importanță comunitară — SCI) din Malta întinsă pe o suprafață de 10,75 ha, integral pe uscat.

## Localizare
Centrul sitului Il-Gżejjer ta´ San Pawl (Selmunett) este situat la coordonatele 35°58′01″N 14°24′12″E / 35.967°N 14.4033°E.

## Înființare
Situl Il-Gżejjer ta´ San Pawl (Selmunett) a fost declarat sit de importanță comunitară în aprilie 2004.

## Biodiversitate
Situată în ecoregiunea mediteraneană, aria protejată conține 2 habitate naturale: Recifuri, Faleze cu vegetație de Limonium spp. endemic de pe coastele mediteraneene.
La baza desemnării sitului se află o specie protejată de  plante: Linaria pseudolaxiflora.